# 영남초등학교 (전남)
영남초등학교는 대한민국 전라남도 고흥군에 있는 공립 초등학교이다.

## 학교 연혁
- 2021. 02. 09	제 76회 졸업식(총: 2,403명)
- 2017. 09. 01	제 32대 박경난부임
- 1999. 09. 01	영남중앙초등학교와 통합(6학급)
- 1996. 03. 01	영남초등학교로 개칭
- 1992. 03. 01	남열국민학교 본교에 통합
- 1989. 05. 26	영남국민학교로 개명
- 1988. 03. 01	병설유치원 개원
- 1948. 01. 01	점암동국민학교로 개칭
- 1939. 05. 13	점암동공립심상소학교 개교

## 참고 자료
- 영남초등학교 - 한국교육학술정보원 학교알리미